# Glemmingebro
Glemmingebro ist ein Dorf (tätort) in der Gemeinde Ystad in Schonen (Schweden). 2015 hatte der Ort 386 Einwohner.

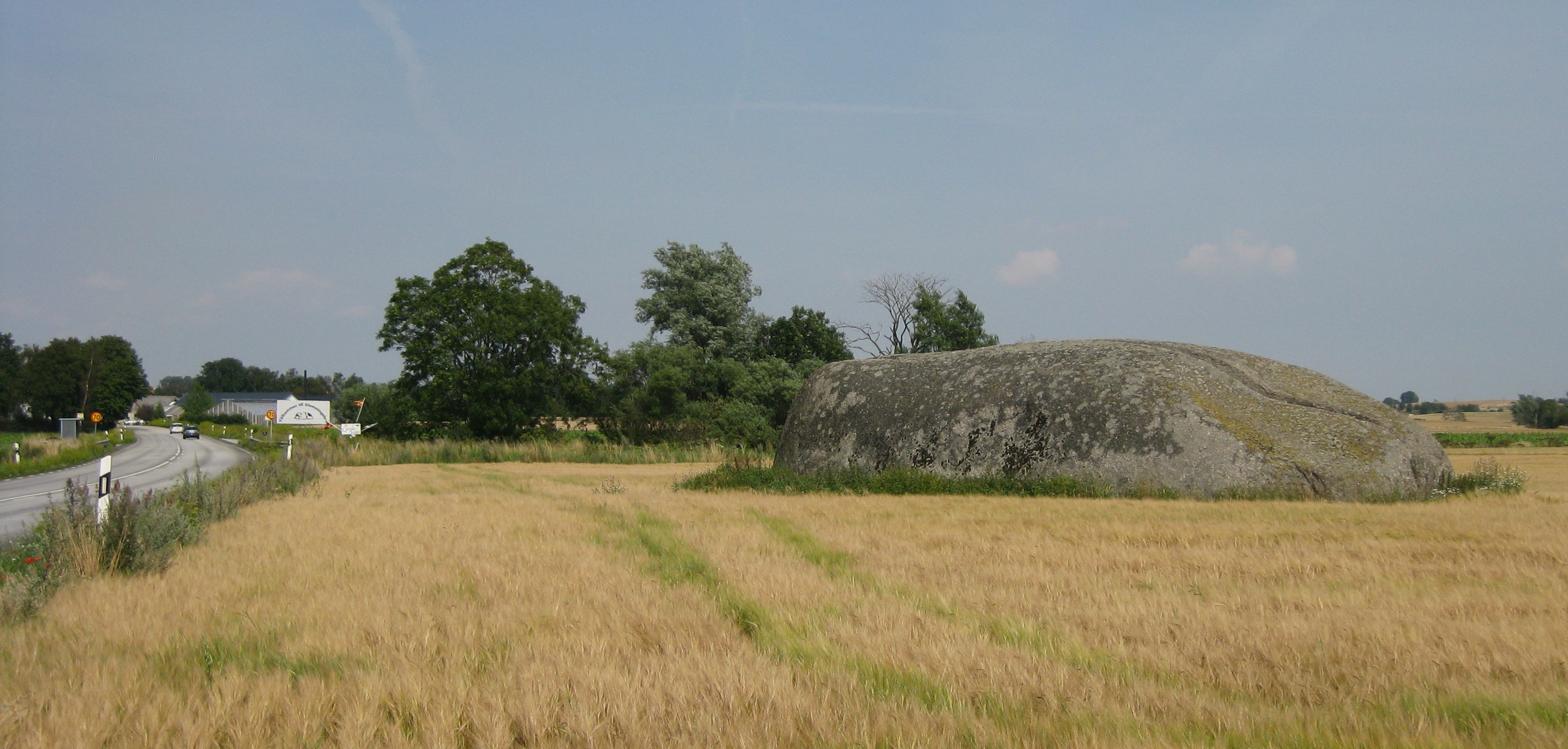
Der Klövasten in Glemmingebro